# Пашківська вулиця
Пашкі́вська ву́лиця — вулиця у Святошинському районі міста Києва, мікрорайон в межах території колективу індивідуальних забудовників «Чайка». Пролягає від Чайківської вулиці до кінця забудови.
Сучасна назва — з 2011 року, на честь села Пашківка.